# Acosmeryx tibetana
Acosmeryx tibetana är en fjärilsart som beskrevs av Chu och Wang 1980. Acosmeryx tibetana ingår i släktet Acosmeryx och familjen svärmare. Inga underarter finns listade i Catalogue of Life.